# 淡黄棘豆
淡黄棘豆（学名：Oxytropis ochroleuca）为豆科棘豆属下的一个种。